# Jamila Gordon
Jamila Gordon   (Somàlia, segle XX) és una emprenedora australiana-somalí. És la CEO i fundadora d'una empresa australiana SaaS que aplica la IA i el Blockchain als canals de subministrament d'aliments (Lumachain).
Després d'escapar de la guerra civil de Somàlia als divuit anys, va ser una persona desplaçada a Kenya abans de traslladar-se a Austràlia, on es va llicenciar en Tecnologia de la informació per la Universitat La Trobe. Gordon va exercir més tard com a CIO a Qantas i Leighton Holdings/CIMIC, i com a executiva a IBM.
Posteriorment, va ser anomenada al Premi Global de Microsoft a l'International Women's Entrepreneurship Challenge 2018, a Emprenedora de l'any 2020 de NSW Pearcey, i Innovadors de l'any d'Austràlia i Nova Zelanda als Premis Dones en Intel·ligència Artificial 2021.

## Joventut
Jamila Gordon va néixer en una família nòmada a l'interior de Somàlia i es va criar en un petit poble com una dels 16 fills. Com a filla gran, s'esperava que tingués un paper clau en la gestió de la casa familiar a partir dels cinc anys aproximadament, i aquestes responsabilitats van prevaldre sobre la seva educació. La seva família es va traslladar a Mogadiscio quan ella tenia 11 anys per evitar una sequera. Un cop va esclatar la guerra civil, es va convertir en una persona desplaçada a Kenya. Allà, Gordon va conèixer un motxiller australià, qui la va ajudar a traslladar-se a Austràlia. Després d'arribar a Austràlia, Gordon va fer cursos d'anglès a TAFE NSW i es va matricular en un grau de comptabilitat a la Universitat La Trobe de Melbourne. Va canviar la seva carrera a enginyeria de programari després de cursar una optativa de programació i finalment es va graduar amb una llicenciatura en negocis i tecnologia de la informació el 1995.

## Carrera professional

### Estudis
Durant la universitat, Gordon va declarar que havia treballat rentant plats i cuinant en un restaurant japonès local durant els seus anys a la universitat.
Després de graduar-se, Gordon va treballar en el desenvolupament de programari i, posteriorment, en la gestió de projectes. Va continuar treballant en programari per a British Gas i, més tard, a Línies Aèries dels Emirats. Més tard va ser emprada per Deloitte, i després com a directora de projectes sènior a IBM. L'any 2001, IBM la va traslladar a Europa, treballant per ciutats de diversos països on havia liderat el desplegament global de clients d'IBM com Solectron, Assegurances AXA i el Banc ABN AMRO. El 2007, va ser contractada com a directora de sistemes de informació de Qantas Airways, i després de Leighton Holdings/CIMIC.

### Lumachain
L'abril de 2018, Gordon va fundar Lumachain, una empresa que proporciona un blockchain i una visió artificial per ordinador per a la indústria càrnia, amb 3,5 milions de dòlars en finançament inicial, en una ronda liderada pel fons de capital risc CSIRO (Main Sequence Ventures). El seu objectiu declarat és afegir transparència a les cadenes de subministrament muncial d'aliments i proporcionar un registre auditable per demostrar si un article prové de fonts èticament responsables (per exemple, condicions dels treballadors, compliment del codi de salut). El 2019, la companyia es va associar amb Microsoft, JBS S.A. i CSIRO per a proves a gran escala.

## Premis i reconeixements
- 2009 - Premi Alumne distingit, Universitat La Trobe.[20]
- 2018 - Premi Microsoft International Women Entrepreneurship Challenge (IWEC).[2]
- 2020 - Premi Pearcey Emprenedor de l'Any, Fundació Pearcey.[3]
- 2021 - Innovador de l'any a Austràlia i Nova Zelanda, Premis Dones en Intel·ligència Artificial.[4]
- 2021 - 100 dones de 2021 de la BBC.[21]

## Vida personal
Gordon és un defensora de la diversitat i la inclusió de les dones en STEM, i està ajudant les refugiades de diferents orígens a tenir èxit a Austràlia. En particular cita les seves experiències en el treball infantil com a factor impulsor del seu treball empresarial socialment responsable a través de la tecnologia. En aquesta capacitat anteriorment ha estat voluntària com a membre de la junta de les organitzacions socials CareerSeekers i CareerTrackers. També és ambaixadora mundial a la Fundació IWEC i és membre del Consell Assessor de Questacon.